# Undine South Harbor
Der Undine South Harbor ist eine 10 km breite und 3 km tiefe Bucht an der Südküste Südgeorgiens. Ihre Einfahrt liegt zwischen dem Ducloz Head und dem Leon Head.
Der Name scheint der Bucht von Teilnehmern der Zweiten Deutschen Antarktisexpedition (1911–1912) unter der Leitung Wilhelm Filchners verliehen worden zu sein. Namensgebend ist die Undine, ein Schiff der argentinischen Walfanggesellschaft Compañía de Pesca Argentinia, das der Filchner-Expedition angeboten worden war.